# Kevin Burke
Kevin Charles Antony Burke  (* 13. November 1929 in London; † 21. März 2018 in Gloucester)  war ein britischer Geologe.

## Leben
Burke studierte an der Universität London mit dem Bachelor-Abschluss 1951 und der Promotion 1953. In seiner Dissertation kartierte und datierte er magmatische Gesteine in West-Irland. Er lehrte 1953 bis 1956 an der Universität von Ghana und 1956 bis 1960 für den Geological Survey of Great Britain auf dem Gebiet von Rohmaterialien für die Nuklearindustrie. 1961 bis 1965 war er Senior Lecturer in Geologie an der University of the West Indies in Jamaika und 1965 bis 1971 an der Universität von Ibadan in Nigeria. 1971/72 war er Gastprofessor an der Universität Toronto und 1973 bis 1982 Professor für Geologie an der State University of New York at Albany. 1983 bis 1988 war er Direktor des Lunar Planetary Institute in Houston und wurde 1983 Professor an der University of Houston.
Er war bekannt für Beiträge zur Plattentektonik, teilweise mit J. Tuzo Wilson (in seiner Zeit in den 1970er Jahren in Toronto) und mit John F. Dewey in Albany, mit dem er Grabenbrüche, Nahtzonen, Hot Spots und andere geologische Phänomene mit der Plattentektonik erklärte. Er veröffentlichte auch über planetare Geologie, Paläomagnetismus und über die Geologie des Himalayas, Afrikas und der Karibik.
2007 erhielt er die Penrose-Medaille. 1995 war er Du Toit Memorial Lecturer der Geological Society of South Africa. Er hatte eine Ehrenprofessur an der University of Witwatersrand. 2014 erhielt er die Arthur Holmes Medal der European Geosciences Union für Beiträge zur Plattentektonik auf globaler Ebene, insbesondere der Herausarbeitung des Wilson-Zyklus, Kartierung und Interpretation von Suturzonen, und Aulakogene als Ansätze zu Grabenbrüchen, die mit dem Aufbruch von Kontinenten verbunden sind (in einem Aufsatz mit J. Tuzo Wilson 1973). Er erkannte die Langzeit-Stabilität von Plumes, die an der Grenze Erdkern und Mantel entstehen und die Plattentektonik maßgeblich bestimmen. 
1997 bis 2006 war er Herausgeber des Journal of Asian Earth Sciences.

## Schriften
- Burke, Dewey: Plume-generated triple junctions: key indicators in applying plate tectonics to old rocks, Journal of Geology, Band 81, 1973, S. 406–433
- Burke, Dewey: Tibetan, Variscan, and Precambrian basement reactivation: products of continental collision, Journal of Geology, Band 81, 1973, S. 683–692
- Paul Mann, Mark Hempton, Dwight C. Bradley, Kevin Burke: Development of pull-apart basins, Journal of Geology, Band, 1983, S. 529–554
- The African Plate, South African Journal of Geology, Band 99, 1996, S. 341–409
- Tectonic evolution of the caribbean, Annual Review of Earth and Planetary Science, Band 16, 1988, S. 201–230
- mit A. M. Sengör: Relative timing of rifting and volcanism on Earth and its tectonic implications, Geophys. Research Letters, Band 5, 1978, S. 419–421
- mit John Tuzo Wilson: Is the african plate stationary ?, Nature, Band 239, 1972, S. 387–390
- mit John Tuzo Wilson: Hot Spot´s on the earth´s surface, Scientific American, Band 235, 1976, Heft 2
- K. C. Burke,  C. Cooper, J. F. Dewey, P. Mann, J. L. Pindell: Caribbean tectonics and relative plate motions, Geological Society of America Memoirs 162, 1984, S. 31–64
- P. Mann, K. Burke: Neotectonics of the Caribbean, Reviews of Geophysics, Band 22, 1984, S. 309–362